# Erwin Zelazny
Erwin Zelazny (Grande-Synthe, 22 settembre 1991) è un ex calciatore francese, di ruolo portiere.